# رفيف زيادة
رفيف زيادة (1979م، بيروت) شاعرة وناشطة حقوقية فلسطينية-كندية، حاصلة على درجة الدكتوراة في العلوم السياسية من جامعة يورك في تورونتو، وعضو مؤسس في الائتلاف المناهض للتمييز العنصري الإسرائيلي (CAIA)، بالإضافة إلى كونها من المنظّمين لأسبوع الأبارتايد الإسرائيلي العالمي في جامعة تورونتو.

## الولادة والنشأة
وُلدت رفيف زيادة عام 1979 م في لبنان لوالدين فلسطينيّي الأصل.عاشت في تونس، حيث بدأت بكتابة الشعر في عمرٍ مبكّر. قصدت جامعة نيويورك في تورونتو لاستكمال تعليمها الجامعي، وهي مقيمة في لندن الآن.

## المسيرة الشعرية
في عام 2004، قدّمت زيادة أول أداءٍ لها في القصيدة الشعرية بعد تعرّضها لاعتداء خلال مشاركتها في مظاهرة في الجامعة.
في عام 2009، أطلقت أول ألبوماتها «هديل» بدعم من مجلس أونتاريو للفنون. سافرت زيادة إلى العديد من الدول لعرض أدائها وتنظيم حلقات للشعر.في عام 2011، قامت بتقديم أداءٍ لها مع الشاعر الفلسطيني-الأمريكي رامي قنازع في لندن، خلال جولته لنشر كتابه ظلم الشعر.
في عام 2012، تمّ اختيار رفيف زيادة لتمثيل فلسطين في أولومبياد مركز شعراء الضفة الجنوبية في المملكة المتحدة. في صيف عام 2014، ساهمت زيادة برأي لها فيما يخص الحرب على غزة ومقاطعة بضائع الاحتلال الإسرائيلي وسحب الاستثمارات منها وفرض العقوبات عليها.
في نوفمبر من عام 2014، قدّمت زيادة أحد عروضها في حفل خيري لفلسطين بالتعاون مع فرقة الهيب-هوب الفلسطينية دام برعاية مؤسسة مانشستر العمل لأجل فلسطين.
ذاعت شهرة زيادة بقصيدتيها «ظلال الغضب» و«نحن نعلم الحياة ،سيدي».أصبحت قصيدتها «نحن نعلم الحياة ،سيدي» إلهاماً لمعرض صور فوتوغرافية أقيم في البرلمان الإسكتلندي، وقد تمَّت تسمية المعرض «نحن نعلّم الحياة: طفولة تحت الاحتلال».
أطلقت زيادة ألبومها «هديل»، وأهدته للأطفال والشباب الفلسطيني، قائلةً:«إنها رسالةٌ لهم بألا ينسوا أسماء قراهم التي هُجِّروا منها وأن يستمعوا إلى صوت «هديل» في سماء غزة».

## مؤلفاتها الشعرية
نحن نعلم الحياة، سيدي-
هديل-
ظلال الغضب-
فلسطين كما أعرفها-
جواز السفر-
إن كانت كلماتي-
محطة مونتريال-
تنفّس-
تسلسل زمنيّ-
حرب تحت الطّلب